# 난징 안전지대
난징 안전지대는 독일 나치스당원이자, 지멘스의 직원으로 난징에 근무하던 욘 라베가 주도하여 외교관,사업가등 난징에 있던 다른 외국인들과 힘을 합쳐 '국제위원회’를 조직하고 욘 라베의 자택과 난징에 있는 외국 대사관 부지등을 중심으로 일본군이 들어올수없도록 '국제안전지구'를 설정해 이곳에서 일본군의 만행을 피해 피난하는 중국인들을 보호하고 음식과 머물곳을 제공했던것을 말한다. '난징 안전지대'에 전체 약20만 명이 넘는 중국인들이 일본군들로부터의 대피와 은신처및 음식을 제공받았었다. 난징안전지대 구역은 모두 난징 주재 외국 대사관과 난징 대학교 주변에 설치되었다. 또한, 이러한 안전지대를 주도한 욘 라베 그 자신의 소유지를 650명이 넘는 피난자들이 피신할 수 있도록 개방하였으며, 안전구역 내의 행정 책임자들은 끔찍한 학살로부터 중국인들을 보호하고자 노력했다.

## 개요
1937년 중일 전쟁이 발발하면서 일본군은 파죽지세로 몰아가며 12월, 중화민국의 수도 난징을 점령해 입성한다. 일본군이 난징에 입성하기 직전, 난징주재 지멘스에서 근무하던 독일인 욘 라베는 수많은 중국인들을 보호하고자 욘라베를 비롯해 난징에 거주하는 외국인들(주로 미국과 유럽출신 선교사들 및 기업인들)하고 같이 협력해 '국제안전지대'를 설정해 만든다.
난징 국제안전지대는 1937년 11월, 상하이 전투에서 상하이가 일본군이 점령하고 난 뒤에 생겨났는데, 상하이 주재 프랑스 선교사가 주도하여 상하이에 중립지대를 설정한 것을 본따서 급히 만든 것이다.
1937년 12월, 난징을 점령하고 입성한 일본군대는 중국 민간인, 중국군등 가려낼거없이 무차별적으로 끔찍한 학살들을 자행하는데, 이러한 학살의 정도가 지나침이 심해져 가면서 일본군의 끔직한 만행들을 피하고자 '난징국제안전지구'에 들어가 피난하는 중국인들이 몰려와 인산인해를 이루었다.
난징국제안전지구는 시내중심에 위치하고 있어, 난징 사범 대학교를 중심으로 그 근처에 26개소의 피난처가 있었다. 일본군의 만행을 피하는 일종의 피난처구실을 했었다.
국제안전지구는 도로를 경계선으로 긋고, 욘 라베를 비롯한 외국인들과 일본군 사이에 '구두약정'을 한 것이라 그길에는 담도, 외국 군대도 없었기에 제구실을 못하는 경우가 많았다. 이 때문에 일본군들이 아무런 저지도 받지 않고 마음대로 들락날락 할 수 있었고, 일본군들은 안전지대에 들어가 '피난처에 있는 중국군을 색출한다.'는 명분으로 무고한 사람들 잡아가거나 여성들 강간하는등 나쁜 짓을 많이 저질렀다.
이러한 일본군의 수많은 만행에 불구하고도 욘 라베를 비롯한 난징에 있던 외국인 선교사들 및 기업인들은 수많은 중국인 피난민들을 보호하고자 힘썼으며, 일본군으로부터 가해지는 위협에도 직접 몸으로 맞서야 하는 경우도 잦아져 갔다.
난징안전지대는 약20~30만 명 정도의 피난민들을 수용했다.

## 같이 보기
- 난징 대학살
- 욘 라베
- 난징